# 対偶論法
論理学において、含意命題の対偶とは、条件をともに否定し、さらにその含意の向きを逆にしたものである。明示的に書けば、命題「AならばBである」の対偶は、「BでないならばAでない」となる。命題とその対偶の論理的な真偽は常に一致する。したがって、ある命題が真ならばその対偶も真であるし、偽の場合もしかりである。
対偶論法（たいぐうろんぽう、英: proof by contraposition）とは、証明で用いる推論規則の一つである。対偶論法では、対偶を用いて命題の真偽を推論する。言い方を変えると、「AならばBである」という結論を、「BでないならばAでない」から導く推論規則である。

## 例
x を任意の整数とする。
命題:  x2 が偶数ならば、x は偶数である。
この命題に直接証明を与えることはできるけれども、ここでは命題の対偶を証明することにする。上の命題の対偶は以下である。
x が偶数でないならば、x2 も偶数でない。
この命題は以下のように証明できる。x を偶数でないとする。その場合 x は奇数である。2つの奇数の積は奇数であるから、x2 = x·x も奇数になる。したがって、x2 は偶数ではない。
対偶を証明したことで、元の命題も正しいと言えることになる。